# Клод Балбатър
Клод-Бенин Балбатр (или само Клод Балбатр, на френски език: Claude-Bénigne Balbastre, 8 декември 1724 – 9 май 1799) е френски композитор, органист и клавесинист. Той е един от най-популярните музиканти на своето време.

## Биография
Клод Балбатр е роден през 1724 г. в Дижон. Въпреки че точната му рождена дата е оспорвана, открито е сигурно свидетелство за кръщението му с дата 8 декември.
Бащата на Балбатр е органист в Дижон, като има 18 деца от два брака, а Клод е 16-и поред. Още три негови братя носят същото малко име. Той е получил първите си уроци по музика от баща си, след което става ученик на Клод Рамо, по-младия брат на Жан-Филип Рамо (най-известния музикант в онази епоха), които също са от Дижон.
Клод Балбатр се установява в Париж през 1750 г. и там учи с Пиер Феврие (Pierre Février), като наследява поста на органист в църквата „Св. Рош“. Жан-Филип Рамо помага и покровителства Клод, когато той се установява в града, и така той бързо е въведен, както в парижките музикални среди, така и във висшето общество, като прави блестяща кариера. До 1782 г. той свири в една от първите серии публични концерти, наречена Concert Spirituel. Също така става органист на катедралата Нотр-Дам и на кралската църква Шапел Роял, клавесинист на френския кралски двор, където преподава кралица Мария-Антоанета, и органист на графа на Прованс Луи-Станислас-Ксавие, който по-късно става Луи XVIII, крал на Франция. Славата на Балбатр е толкова голяма, че архиепископа на Париж забранява той да свири в Сен Рош по време на някои от службите, защото винаги се препълвало, когато той свирел.
Отзив за една от службите, в която музиканта свири, пише английският музикален историк д-р Чарлз Бърни, който разказва, че в неделя, 17 юни 1770 г., станал по-отрано, за да чуе Балбатр, който свири на органа и акомпанира на хора. Докато се изпълнява литургичната творба Магнификат, той по няколко минути свири между стиховете, имитирайки всеки стил музика. По-късно Бърни е поканен в дома на музиканта, където вижда забележителен изрисуван клавесин от известните фламандски майстори Рюкер, както и голям орган с педали, на който практикува. От Бърни знаем, че Балбатр е в много добри отношения с колегата си композитора Луи Купрен, за което той отбелязва „Радвам се да видя двама известни мъже от една и съща професия, така откровени и приятелски настроени заедно.“
През 1763 г. се жени за Мари-Женвив Хотетер, дъщеря на Жак Мартин Хотетер, наследник на известната фамилия музиканти Норман. По време на Френската революция връзката на Балбатр с благородниците и кралския двор би могла да застраши живота му, но той се приспособява към новата политическа ситуация и свири революционни химни и песни на неговия орган. Той губи временно работното си място и пенсията. Умира в Париж през 1799 г.

## Композиции
Сред известните композиции на Балбатр са две тетрадки за соло клавесин от 1748 и от 1759 г., 14 органови концерта (всички без един са загубени), сонати за квартет, 4 коледни сюити за орган или пиано от 1770 г., вариациите La Marseillaise.

## Избрани записи
- YouTube BALBASTRE: Premier Livre de Pieces de Clavecin (1759) – Jean-Patrice BROSSE, clavecin Kroll 1774; (label: Pierre Verany, 1999)